# コニー・360コーチ
コニー・360コーチとは（Cony 360 Coach ）、日産自動車系列の自動車部品メーカー・愛知機械工業が、1961年から1965年まで製造販売していた軽商用車（ライトバン）である。形式名はAF6型。ヂャイアント・コニー360(AF3型)・コニー・360(AF7型)と並行して生産された。今日現存する車は皆無とされている。

## 概要
愛知機械工業は2ドアノッチバックセダン型軽乗用車・「コニー・360コーチ」を1961年10月に開催された第8回全日本自動車ショウに参考出品し、軽乗用車市場への進出を図った。360コーチは東京芸術大学在学中から愛知機械工業製の全ての軽四輪車のデザインを手がけた工業デザイナー・宮田脩平による端正な2ドアノッチバックセダンのスタイリング、愛知機械工業初のモノコック構造の車体、新開発のリアエンジン方式、そして四輪独立懸架のサスペンションを持った意欲作であったが、オート三輪と軽商用車の経験しかない愛知機械工業にとって、乗用車市場への参入は非常に大きな賭けであった。
そこでまず、ライトバン型の「コニー・360コーチV」が翌1962年3月に発売された。セダンの機構を流用し、積載性能や耐久性よりも快適性が重視された、ステーションワゴン的な位置付けが与えられた。フロントシートがセパレート式でバックレストの角度調整が可能であったこと、リアエンジンでありながらわざわざコラムシフトを採用していたことも異色であった。
乗用車版は結局、1962年10月の第9回全日本自動車ショウにも参考出品されながら遂に生産開始されずに終わり、ライトバン型のみが生産続行された。愛知機械工業自身はその理由を「製造品質面での乗用車感覚の確保に懸念があった」「設備投資の財務上の不安」と説明している。実際、前年に発売したコニー・グッピーが予想外の不振で2年足らずで生産中止に追い込まれた愛知機械工業の1962年9月期決算は赤字で、メインバンクの旧日本興業銀行の仲介で、日産自動車との提携に踏み切る、という時期であった。
しかしリアエンジンでライトバンを製造したところで荷室スペースが限定される上、過積載が常識であった当時の使われ方では四輪独立懸架も耐久性不足という評価に終わることになり、より実用的なAF7型の影に隠れたまま、1965年9月、累計生産台数7,577台で生産中止、同年12月までに販売終了となった。
乗用車市場への進出を断念した愛知機械工業は、その後もリアエンジン方式の140型(1963年)、前輪駆動方式の150型(1968年)という2種類の乗用車を試作したが、結局発売には至らなかった。
乗用車メーカーになる代わりに愛知機械工業が選択したのは、日産自動車グループ入りという道であった。1962年11月に技術提携、1965年3月には業務提携へと進み、1966年からはサニー用エンジン・トランスミッションの生産を開始、1970年10月には自社ブランドでの自動車生産から撤退した。